# Hugo Sconochini
Hugo Ariel Sconochini (Cañada de Gómez, Santa Fe, Argentina, 10 de abril de 1971) es un exjugador de básquetbol argentino que integró la selección argentina cuando ésta obtuvo el subcampeonato en el Mundial de Indianápolis 2002 (en el que Argentina se convirtió en el primer país en derrotar al Dream Team estadounidense) y la medalla de oro en los Juegos Olímpicos de Atenas 2004. Ganador de diversos títulos y medallas con su selección, fue parte de la camada de jugadores argentinos pertenecientes a la que se denominó La Generación Dorada.
En la temporada 1996-1997 jugó para el Panathinaikos BC y en septiembre de 1996 ganó el Campeonato Mundial de Clubes de Baloncesto. También ganó en 1998 la Euroliga con el Virtus Bologna. En el 2000 obtuvo el Diploma al Mérito de los Premios Konex.
En el año 2010 vuelve a las canchas de básquet, en el Centro Pallacanestro Bettinzoli Monticellie, para jugar la liga "promozione" italiana , donde comparte equipo con su compatriota Diego Righetti

## Trayectoria deportiva
- 1987-90:  Sport Club Cañadense - LNB
- 1990-93:  Viola Reggio Calabria - LEGA
- 1993-95:  Olimpia Milano - LEGA
- 1995-96:  Pallacanestro Virtus Roma - LEGA
- 1996-97:  Panathinaikos BC - HEBA
- 1997-01:  Kinder Bolonia - LEGA
- 2001-02:  Tau Cerámica - ACB
- 2002-04:  Olimpia Milano - LEGA
- 2004-06:  Pallacanestro Virtus Roma - LEGA
- 2007-09:  Unione Cestistica Piacentina

### Selección Argentina
- 1998: Selección argentina en el campeonato Mundial de Básquetbol de 1998 (8.º lugar).
- 2001: Selección argentina en el Campeonato FIBA Américas de 2001 (medalla de oro)
- 2002: Selección argentina en el campeonato Mundial de Básquetbol de 2002 (2.º lugar).
- 2004: Selección argentina en los Juegos Olímpicos de Atenas 2004 (medalla de oro).

## Títulos

### Clubes
- 1996: Campeón del Campeonato Mundial de Clubes de Baloncesto con el Panathinaikos BC.
- 1998: Campeón de la Euroliga y la Lega con el Virtus Bologna.
- 1999: Campeón de la Copa de baloncesto de Italia con el Virtus Bologna.
- 2001: Campeón de la Euroliga con el Virtus Bologna.
- 2002: Campeón de la Copa del Rey de baloncesto y la Liga ACB con el Tau Cerámica.

### Selección Argentina
- 2001: Campeón del Campeonato Sudamericano de Mayores, Chile 2001.
- 2001: Campeón del Campeonato FIBA Américas, Argentina 2001.
- 2001: Subcampeón en los Juegos de la Buena Voluntad de Australia.
- 2002: Subcampeón del Mundial, Indianápolis 2002.
- 2003: Subcampeón del Campeonato FIBA Américas, Puerto Rico 2003.
- 2004: Campeón Olímpico, Juegos Olímpicos de Atenas 2004.